# Orde van Jhalavada
De Shaktimat Orde van Jhalavada ("Shaktimat Order of Jhalavada") is een ridderorde van de Indische vorstenstaat Drangadhra. De ridderorde werd in 1942 ingesteld door Z.H. Majoor Maharadja Raj Sahib Siraj Sir Meghrajii Drangadhra Muyurdhwajsinhji Gandshyamsinhji Maharadja van Drangadhra, de heerser van het vorstendom Drangadhra.
De versierselen zijn in typisch Voor-Indische stijl gesmeed. Het kleinood is een rond gouden medaillon met het gouden embleem van de Jhalavada. Daaromheen staat op een blauwe ring het motto in Sanskriet en in Gujarati. Om het medaillon is een rood geëmailleerde krans geschikt, maar in het geval van de lagere graden gouden en zilveren bladen. Boven het kleinood staat een gouden kroon met groene en rode ruiten op de ruitvormige opstaande bogen als verhoging.
De zilveren achtpuntige ster van de orde is afwijkend van het kleinood, want de krans rond het gouden medaillon ontbreekt.
De orde kent zes graden
- Eerste Klasse

Het verguld zilveren kleinood wordt aan een lint om de hals gedragen. Op de linkerborst wordt een geëmailleerde verguld zilveren ster gedragen.
- Tweede Klasse

Het geëmailleerde gouden kleinood zonder rode krans wordt aan een lint om de hals gedragen. De keerzijde is vlak en onbewerkt.
- Derde Klasse of Commandeur

Het verguld zilveren kleinood mat stralen rond de ring wordt aan een lint op de linkerborst gedragen. Op de keerzijde is een altaar afgebeeld.
- Vierde Klasse

Het geëmailleerde verguld zilveren kleinood wordt aan een lint op de linkerborst gedragen.
- Vijfde Klasse

Het verguld zilveren kleinood wordt aan een lint op de linkerborst gedragen.
- Zesde Klasse

Het verguld zilveren kleinood wordt aan een lint op de linkerborst gedragen. Het verschil tussen het kleinood van de vierde, vijfde en zesde klasse is onduidelijk.
Het lint is roze met een zwarte middenstreep.
De onderscheiding werd niet aan Britten uitgereikt. De Britse bestuurders van de Raj mochten geen geschenken en zeker geen ridderorden aannemen van de quasi-onafhankelijke Indiase vorsten. De vorsten stonden bekend om hun enorme rijkdom maar zij werden door de ambtenaren van de Britse onderkoning scherp in de gaten gehouden. De regering maakte bezwaar tegen het bestaan van ridderorden in de vorstenstaten maar zij zag het bestaan ervan door de vingers zo lang als er geen Britten in die ridderorden werden opgenomen. In een enkel geval heeft men gesanctioneerd dat een politieman een medaille van een inlandse vorst ontving.
In 1947 werden de vorsten gedwongen om hun staten deel te laten uitmaken van de republiek India. In de "actie polo" greep het Indiase leger in opdracht van Nehru de macht in de zelfstandige rijken als Haiderapur en Patiala. De vorsten kregen een pensioen en zij bleven enige tijd een ceremoniële rol spelen. Hun ridderorden mochten niet worden gedragen in India, maar voor zover het om gebruik binnen de familie en het hof ging, werd het dragen van de orden van een maharadja door de vingers gezien.